# 美深警察署
美深警察署（びふかけいさつしょ）は、かつて北海道警察旭川方面本部が管轄する警察署の一つとして、中川郡美深町（びふか）、音威子府村（おといねっぷ）および 中川町の区域を管轄していたが、名寄警察署に統合され、名寄警察署美深警察庁舎に改編された。

## 所在地
- 北海道中川郡美深町字美深263

## 沿革
- 1905年（明治38年）下名寄巡査駐在所として発足。
- 1948年（昭和23年）警察法施行に伴い、自治体警察の美深警察署となる。
- 1954年（昭和29年）警察法の改正により北海道警察に統合され旭川方面美深警察署となる。
- 1962年（昭和37年）現庁舎完成。
- 2015年（平成27年）7月　美深警察署を名寄警察署に統合し、署長などを配置しない名寄警察署の分署とする計画が発表される[1]。
- 2020年（令和2年）4月1日 - 名寄警察署に統合され、名寄警察署美深警察庁舎となる[2]。

## 組織
- 署長（警視）
- 副署長兼警務課長（警部）
  - 警備係
- 刑事・生活安全課
- 地域・交通課

## 交番・駐在所
括弧内は所在地を表す（2020年の廃止時点のデータ）。

### 美深町
- 駅前交番（字東3条南1丁目7-1）
  - 統合後は「美深駅前交番」に改称
- 恩根内駐在所（字恩根内91-45）

### 音威子府村
- 音威子府駐在所（字音威子府437）

### 中川町
- 中川駐在所（字中川394）
- 佐久駐在所（字佐久163）

## 不祥事
2017年（平成29年）7月2日、副署長の警部がホームセンターで万引きし、窃盗の現行犯で逮捕されていたことが明らかになった。道警は7月19日、警部を旭川地検に書類送検し、停職1か月の懲戒処分とした。警部は同20日付で依願退職した。